# Белафту
Белафту (перс. بيلفتو) — село в Ірані, у дегестані Хошкруд, у Центральному бахші, шахрестані Зарандіє остану Марказі. За даними перепису 2006 року, його населення становило 86 осіб, що проживали у складі 17 сімей.

## Клімат
Середня річна температура становить 13,72 °C, середня максимальна – 32,41 °C, а середня мінімальна – -8,58 °C. Середня річна кількість опадів – 250 мм.
| Клімат поселення                              | Клімат поселення | Клімат поселення | Клімат поселення | Клімат поселення | Клімат поселення | Клімат поселення | Клімат поселення | Клімат поселення | Клімат поселення | Клімат поселення | Клімат поселення | Клімат поселення | Клімат поселення |
| Показник                                      | Січ.             | Лют.             | Бер.             | Квіт.            | Трав.            | Черв.            | Лип.             | Серп.            | Вер.             | Жовт.            | Лист.            | Груд.            |                  |
| Середній максимум, °C                         | 8,84             | 10,52            | 15,60            | 22,24            | 26,68            | 31,75            | 32,41            | 31,47            | 27,59            | 21,56            | 14,88            | 8,74             |                  |
| Середня температура, °C                       | 0,13             | 1,82             | 6,91             | 13,54            | 17,99            | 23,05            | 26,52            | 25,56            | 21,70            | 15,65            | 8,98             | 2,84             |                  |
| Середній мінімум, °C                          | −8,58            | −6,89            | −1,79            | 4,84             | 9,27             | 14,34            | 20,60            | 19,67            | 15,78            | 9,74             | 3,08             | −3,07            |                  |
| Норма опадів, мм                              | 32               | 34               | 47               | 33               | 26               | 4                | 2                | 1                | 1                | 13               | 23               | 34               |                  |
| Середньомісячна швидкість вітру, м/с          | 1.43             | 2.02             | 3.02             | 3.23             | 2.76             | 2.73             | 2.75             | 2.67             | 2.30             | 2.27             | 1.96             | 1.42             |                  |
| Середньомісячна сонячна радіація, кДж/м²·день | 8918             | 11728            | 14194            | 17834            | 21949            | 25888            | 25746            | 23262            | 19692            | 14350            | 10601            | 8536             |                  |
| --------------------------------------------- | ---------------- | ---------------- | ---------------- | ---------------- | ---------------- | ---------------- | ---------------- | ---------------- | ---------------- | ---------------- | ---------------- | ---------------- | ---------------- |
| Джерело:                                      |                  |                  |                  |                  |                  |                  |                  |                  |                  |                  |                  |                  |                  |